# 洪経綸
洪 経綸（こう けいりん、生年不詳 - 784年）は、唐代の官僚。字は汝仁。朱泚の反乱に加担した。

## 経歴
監察御史の洪子輿の子として生まれた。建中2年（781年）、河北黜陟使となった。経綸が東都洛陽に到着すると、魏博節度使の田悦に兵7万人を養う食糧について相談された。経綸はもともと時機を認識していなかったため、まず符によりその兵4万人を帰農させることにした。田悦は偽って命に従い、符のとおりにかれらを罷免した。辞めさせられた兵士を集めて、「おまえたちは軍旅にあり、おのおの父母妻子があるというのに、河北黜陟使により辞めさせられ、どうやって衣食を得たらいいのか」と激怒し、大泣きしてみせた。田悦は家財を供出して衣服をかれらに給与し、各自をその部隊に帰させると、軍の士心を反乱へと固めさせることに成功した。このため経綸は職から罷免されると、宣歙観察使に転じた。建中4年（783年）、朱泚が反乱を起こすと、経綸は朱泚から太常寺少卿に任じられた。興元元年（784年）、李晟らが朱泚を破ると、経綸は李忠臣・張光晟・蔣鎮・喬琳・崔宣らとともに斬られた。

## 伝記資料
- 『旧唐書』巻127 列伝第77